# Aleksandyr Jankow
Aleksandyr Dimow Jankow (bułg. Александър Димов Янков, ur. 22 czerwca 1924 w Burgasie, zm. 18 października 2019) – bułgarski prawnik i polityk, były minister nauki i szkolnictwa wyższego Bułgarii i sędzia Międzynarodowego Trybunału Prawa Morza.

## Życiorys
Ukończył studia prawnicze na Uniwersytecie w Sofii w 1951. W 1963 uzyskał stopień doktora nauk prawnych. Od 1968 był profesorem prawa międzynarodowego na tej uczelni, a w latach 1980–1989 kierował katedrą prawa międzynarodowego. Został członkiem korespondentem Bułgarskiej Akademii Nauk w 1981, a w latach 1988–1991 był jej wiceprezesem odpowiedzialnym za nauki humanistyczne i społeczne.
Był ambasadorem Bułgarii w Wielkiej Brytanii w latach 1972–1976, a w latach 1976–1980 wiceministrem spraw zagranicznych i stałym przedstawicielem Bułgarii przy Organizacji Narodów Zjednoczonych.
Był członkiem Komisji Prawa Międzynarodowego w latach 1977–1996 i jej przewodniczącym w 1984. Od 1979 był członkiem Instytutu Prawa Międzynarodowego.
W latach 1989–1990 był ministrem nauki i szkolnictwa wyższego.
Jego główną specjalizacją naukową jest prawo morza. Przewodniczył delegacji Bułgarii na III Konferencję Prawa Morza (1973–1982). Był sędzią Międzynarodowego Trybunału Prawa Morza w latach 1996–2011.